# Boadway Bros.
Boadway Bros. of Boadway's was een keten van luxe warenhuizen in Zuid-Californië en New Mexico in de jaren 1910 en 1920. De keten begon met één winkel in Pasadena die meubels verkocht.

## Geschiedenis
In oktober 1912 openden de Boadway Brothers een nieuwe meubelwinkel aan Colorado Boulevard, vlak bij Marengo Avenue. Het bestond uit drie verdiepingen van elk 23 x 7,5 meter en had een totale vloeroppervlakte van 520 m². De bouwkosten bedroegen destijds $ 75.000. 
Vanaf 20 november 1912 werd de ruimte gebruikt als kerstwinkel, waarvan de voorraad tussen de $ 5000 en $ 6000 waard was. De winkel had 130 verkoopsters, 24 winkelbedienden, 50 kassiers en 50 serveersters. 

## Filiaal in Pasadena
Op 1 oktober 1917 opende Boadway's een nieuwe winkel in Pasadena en breidde het bedrijf uit met textielwaren en kleding. Daarmee werd het een echt warenhuis. Het bedrijf breidde het assortiment uit, waarmee het een voorraadwaarde $ 250.000 bereikte. In het pand werd een brede, indrukwekkende trap naar de tussenverdieping toegevoegd. De mezzanine zou vier ‘salons’ bevatten voor het tentoonstellen en inrichten, elk met een ander decoratief thema. Op de eerste verdieping stonden meubels en op de bovenste verdieping gordijnen en tapijten. De nieuwe vitrines waren van mahoniehout en hoogwaardig plaatglas. De voorraad bestond uit geïmporteerde en binnenlandse lingerie en geïmporteerd Italiaans ondergoed. Het hoogtepunt van de winkel was de aanwezigheid van een corsetière, een vrouw die gespecialiseerd was in het op maat maken en vervaardigen van korsetten, naast de verkoop van hoogwaardige kant-en-klare korsetten.

## Gepland filiaal in Hollywood
Dr. Edward O. Palmer zou een zes verdiepingen tellend gebouw 10.000 m² bouwen voor Boadway's in Hollywood op de hoek Hollywood Boulevard and Vine Street. In 1922 werd de voorraad verkocht om de bouw te financieren.  Nadat Boadway Bros. het jaar daarop failliet ging, werd het gebouw in 1927 betrokken door B.H. Dyas, een warenhuis uit het centrum van Los Angeles. In 1931 werd het warenhuis overgenomen door concurrent The Broadway. Anno 2024 staat het pand nog steeds bekend als het Broadway Hollywood Building.

## Filialen
Boadway Bros. had de volgende winkels:
| Stad                     | Locatie                               | Geopend | Overgenomen van           | Verkocht aan                                               |
| ------------------------ | ------------------------------------- | ------- | ------------------------- | ---------------------------------------------------------- |
| Pasadena (eerste winkel) | Colorado Boulevard bij Marengo Avenue | 1912    | (nieuw)                   |                                                            |
| Pasadena (tweede winkel) | East-Colorado Boulevard 268           | 1916    | (nieuw)                   | Tooker-Jordan                                              |
| Albuquerque              |                                       | 1919    | Golden Rule Dry Goods Co. |                                                            |
| Long Beach               | Pine Avenue 411                       | 1921    | S.A. Schilling            | Hugh A. Marti Co. (Marti's), begin 1923                    |
| San Bernardino           | East-Street                           | 1919    | C. Cohn Dry Goods Co.     | Markell's Department Store                                 |
| Colton                   | Eight Street 125                      | 1918    | Willets Department Store  | Liquideert de voorraad en sluit de winkel eind 1918        |
| San Diego                | Fifth Avenue 845                      |         |                           |                                                            |
| Hollywood                | Hollywood Boulevard / Vine Street     |         | (nieuw)                   | Nooit geopend als Boadway's; geopend als B.H. Dyas in 1927 |